# The Gentleman's Magazine

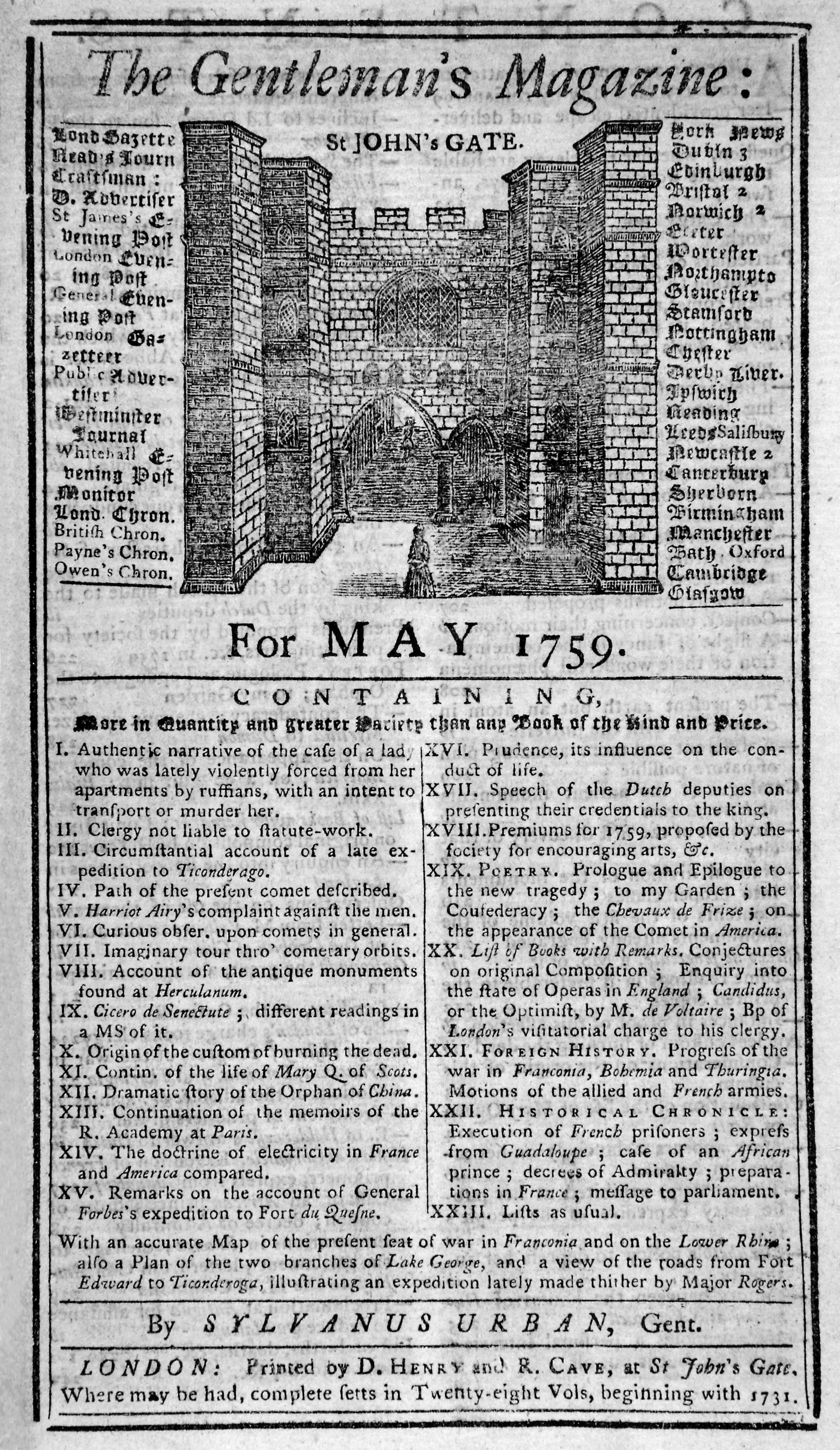
Capa da The Gentleman's Magazine, Maio de 1759

The Gentleman's Magazine foi uma revista mensal fundada em Londres, Inglaterra, por Edward Cave em janeiro de 1731. Ela foi publicada de forma ininterrupta por quase 200 anos, até 1922. Foi a primeira a utilizar o termo "magazine" (do francês magazine, que significa "armazém") para descrever um periódico.

## História
O título completo original era The Gentleman's Magazine: or, Trader's monthly intelligencer (A Revista do Cavalheiro: ou, Informativo Mensal do Comerciante). A inovação de Cave foi criar um resumo mensal de notícias e comentários sobre qualquer tema que pudesse interessar o público culto, desde preços de commodities até poesia latina. A revista continha conteúdo original de um grupo regular de colaboradores, além de extensas citações e trechos de outros periódicos e livros. Cave, que editava a "The Gentleman's Magazine" sob o pseudônimo de "Sylvanus Urban", foi o primeiro a usar o termo "magazine" (significando "depósito") para uma publicação periódica. As contribuições para a revista frequentemente tomavam a forma de cartas, endereçadas ao "Sr. Urban". A ilustração icônica de St John's Gate, Clerkenwell, na capa de cada edição (atualizada ocasionalmente ao longo dos anos) retratava a casa de Cave, tornando-se, na verdade, o "escritório" da revista.
Antes da fundação da "The Gentleman's Magazine", existiam periódicos especializados, mas não publicações tão abrangentes (embora houvesse tentativas, como o "The Gentleman's Journal", editado por Peter Motteux e publicado entre 1692 e 1694).
O primeiro emprego regular de Samuel Johnson como escritor foi na "The Gentleman's Magazine". Em uma época em que a cobertura parlamentar era proibida, Johnson contribuiu regularmente com reportagens parlamentares como "Debates do Senado de Magna Lilliputia". Embora refletissem as posições dos participantes, as palavras dos debates eram em sua maioria inventadas pelo próprio Johnson. O nome "Columbia", um nome poético para a América cunhado por Johnson, aparece pela primeira vez em uma publicação semanal de 1738 dos debates do Parlamento Britânico na revista.
O lema de longa data da revista, E pluribus unum, que em latim significa "De muitos, um", acredita-se ter inspirado o uso da frase como um lema não oficial dos Estados Unidos. Vale ressaltar que a publicação anterior, "The Gentleman's Journal" de Motteux, já havia utilizado a expressão.
Empresário hábil, Edward Cave desenvolveu um extenso sistema de distribuição para a "The Gentleman's Magazine". A revista era lida em todo o mundo de língua inglesa e continuou a florescer ao longo do século 18 e grande parte do século 19 sob uma série de diferentes editores e editores. Entrou em declínio no final do século 19 e finalmente cessou a publicação geral em setembro de 1907. No entanto, edições de quatro páginas cada continuaram a ser impressas em edições muito pequenas entre o final de 1907 e 1922, a fim de manter o título formalmente "em circulação".

## Séries

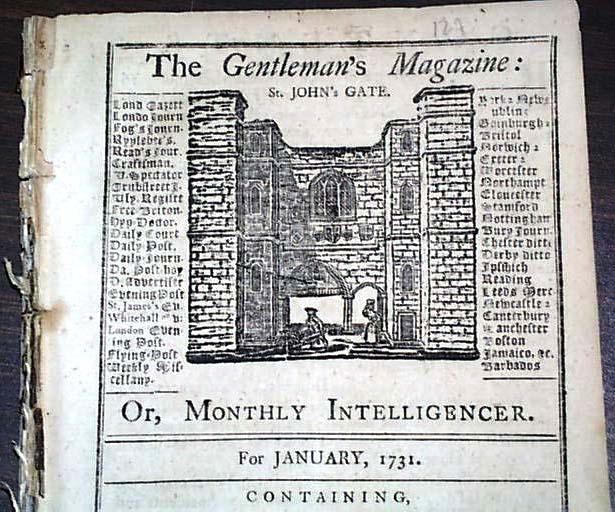
Primeira metade da edição nº1, publicada em Janeiro de 1731

- 1731–1735 The Gentleman's Magazine ou Monthly Intelligencer (A Revista do Cavalheiro ou Informativo Mensal)
- 1736–1833 The Gentleman's Magazine and Historical Chronicle (A Revista do Cavalheiro e Crônica Histórica)
- 1834–1856 (Junho) New Series: The Gentleman's Magazine (Nova Série: A Revista do Cavalheiro)
- 1856 (Julho)–1868 (Maio) New Series: The Gentleman's Magazine and Historical Review (Nova Série: A Revista do Cavalheiro e Revista Histórica)
- 1868 (Junho)–1922 Entirely New Series: The Gentleman's Magazine (Série inteiramente Nova: A Revista do Cavalheiro)